# Província de Palena
La província de Palena és una província de Xile, ubicada a l'extrem sud-est de la regió de Los Lagos. Té una superfície de 15301,9 km² i una població de 18971 habitants (2002). La província abasta el territori conegut històricament com a Chiloé Continental, ja que és a prop de l'arxipèlag de Chiloé.
És el territori més septentrional de la Patagònia xilena. És una zona molt plujosa amb una pluviometria anual que supera els 2.000 litres, el clima és temperat.
La capital provincial va ser històricament Chaitén des de la creació de la província el 1976. Però per l'erupció del volcà del mateix nom i l'evacuació de la ciutat feta el 2008 les institucions provincials van funcionar temporalment a la localitat de Palena. El 29 de gener de 2009, el Govern de Xile ordenà el trasllat de la capital provincial a Futaleufú efectiva des de març de 2009.

## Comunes
- Chaitén
- Futaleufú
- Hualaihué
- Palena

### Parcs nacionals i zones protegides
- Parc Nacional Hornopirén
- Parc Nacional Corcovado
- Parc Pumalín

## Galeria

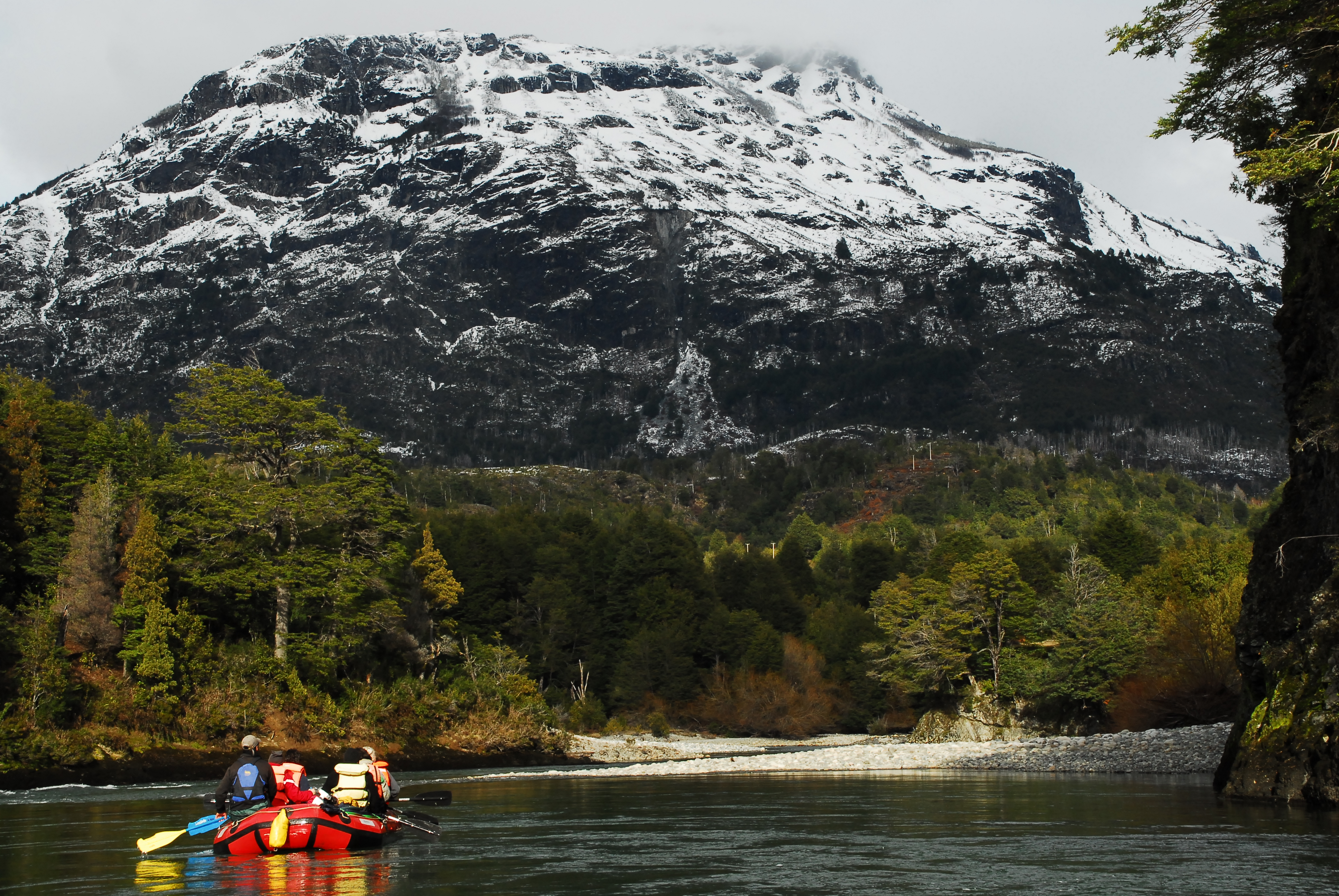
Riu Palena
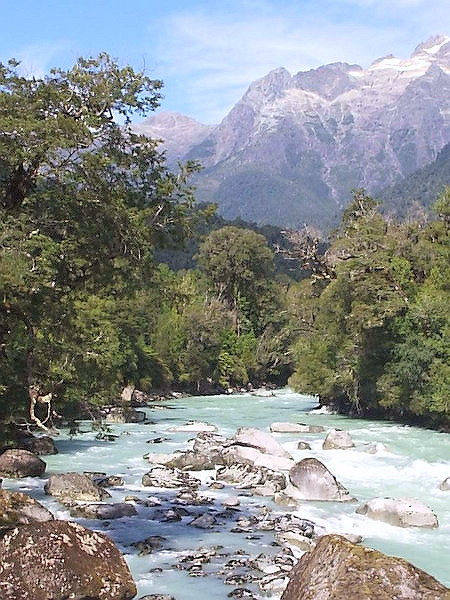
Riu Blanco,a la comuna de Hualaihué.
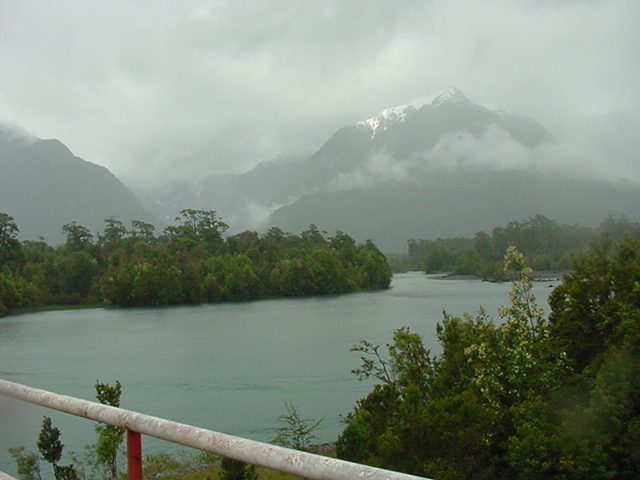
Parc Nacional Corcovado, riu Yelcho.
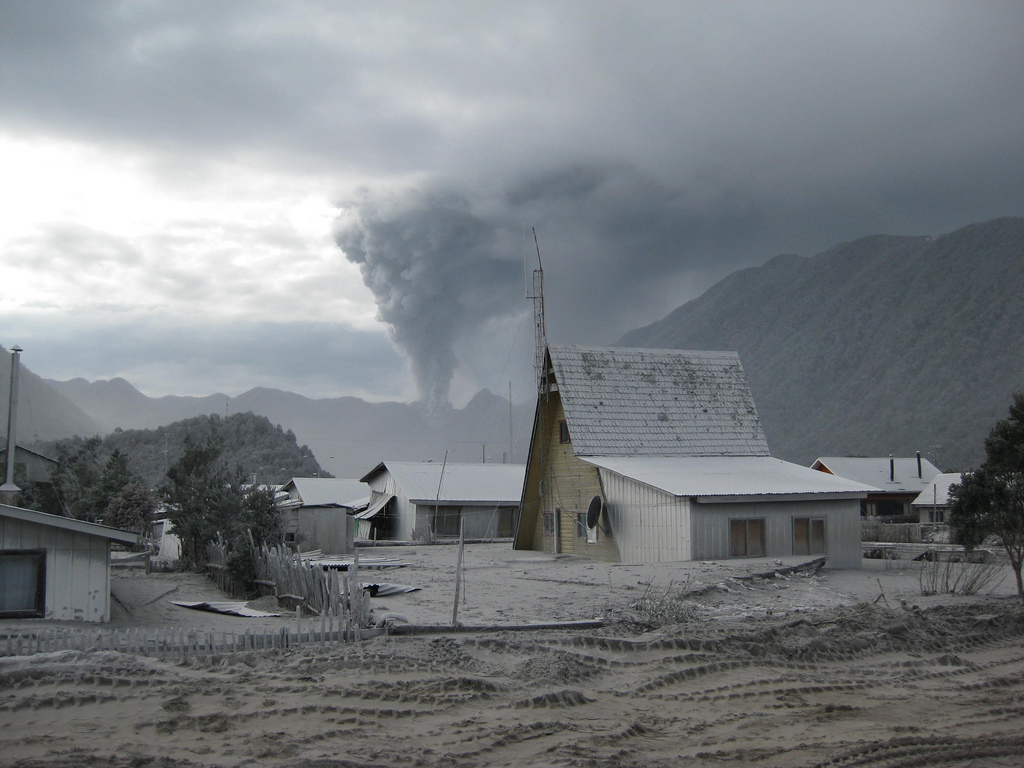
Vista de Chaitén, durant l'erupción del volcà Chaitén el 2008.
Volcán Hornopirén y pueblo homónimo.